# クアドロ・ヌエボ
クアドロ・ヌエボ（Quadro Nuevo）は、ギタリストのロバート・ヴォルフ、リード奏者のムロ・フランセル、アコーディオン奏者のハインツ・ルドガー・イェロミン（2002年、アンドレアス・ヒンターゼーアに交代）、ベーシストのD・D・ロウカによって1996年に結成されたドイツのアコースティック・カルテット。彼らはフラメンコ、バルカン・スウィング、伝統的なフォーク、アヴァンギャルドな即興演奏の要素から得た「化学的なアコースティック・サウンド」を持っている。

## ディスコグラフィ

### アルバム
- Luna Rossa (1998年)
- Buongiorno Tristezza (1999年)
- CinéPassion (2000年)
- Canzone della Strada (2002年)
- Mocca Flor (2004年)
- Tango Bitter Sweet (2006年)
- Antakya (2008年)
- Grand Voyage (2010年)
- Schöne Kinderlieder (2011年)
- Quadro Nuevo "In Concert" (2011年)
- 『エンド・オヴ・ザ・レインボー』 - End of the Rainbow (2013年)
- Bethlehem (2013年)
- Tango (2015年)
- Flying Carpet (2017年)
- Volkslied Reloaded (2019年)
- Mare (2020年)
- ビルギット・ミニヒマイアー : 『アズ・アン・アンパーフェクト・アクター』 - As An Unperfect Actor. Nine Shakespeare Sonnetts (2021年) ※バックを担当
- Odyssee – A Journey into the Light (2022年)
- December (2022年)[2]
- Happy Deluxe (2024年)

※ドイツ・ブルクハウゼンでの第35回ジャズ・フェスティバル（「ジャズヴォッヘ・ブルクハウゼン」）のコンサートにおけるライブ録音を収録したDVD（Quadro Nuevo LIVE、2005年）もある。